# The Lonely Lady
The Lonely Lady é um filme estadunidense de 1983, que foi dirigido por Peter Sasdy e adaptado para a tela por Ellen Shepard, que trabalhou a partir do romance escrito por Harold Robbins. (A novela em si foi acreditado para ter sido baseado em memórias de Robbins de Jacqueline Susann.) A música original foi composta por Charlie Calello. O elenco inclui Pia Zadora no papel-título, Lloyd Bochner, Bibi Besch, Jared Martin, e em uma aparição no cinema no início, Ray Liotta. O filme foi a última adaptação de um dos melhores romances em vendas de Robbins antes de morrer, em 1997, e, até à data, o último dessa adaptação de qualquer de suas obras.

## Elenco
- Pia Zadora como Jerilee Randall
- Lloyd Bochner como Walter Thornton
- Bibi Besch como Veronica Randall
- Joseph Cali como Vincent Dacosta
- Anthony Holland como Guy Jackson
- Jared Martin como George Ballantine
- Ray Liotta como Joe Heron
- Kerry Shale como Walt Thornton, Jr.
- Sandra Dickinson como Nancy Day
- Glory Annen Clibbery como Marion
- Lou Hirsch como Bernie

## Recepção
The Lonely Lady foi extremamente criticado em resenhas, e foi eventualmente o grande vencedor do Framboesa de Ouro em 1984, com seis prêmios em onze indicações: Pior Filme, Pior Atriz para Pia Zadora, Pior Diretor, Pior Roteiro, Pior Trilha Sonora, e Pior Canção Original ("The Way You Do It"). Na edição de 1990, Zadora foi eleita a pior atriz da década de 80 enquanto The Lonely Lady foi indicado como pior filme da década, perdendo para Mommie Dearest, e o filme mais tarde foi indicado para Pior Drama dos primeiros 25 anos do Framboesa de Ouro em 2005, perdendo para Battlefield Earth. Zadora também foi nomeada para Pior Atriz do Século em 2000, mas perdeu para Madonna.
O filme foi nomeado para um Stinkers Bad Movie Awards para Pior Filme.